# Marvel One-Shots

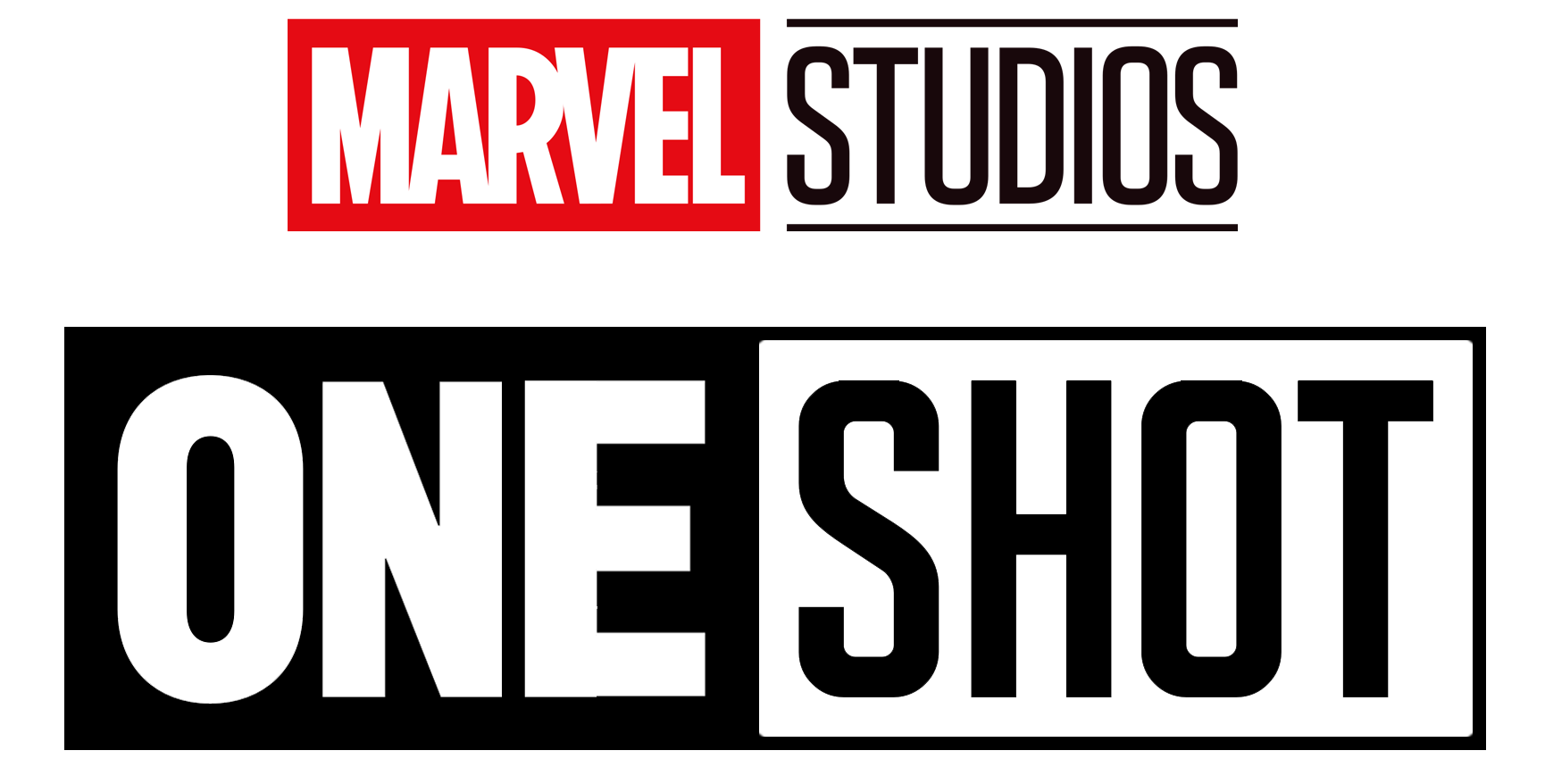
Nuovo logo della serie introdotto nel 2022 con Disney+

Marvel One-Shots (noti in italiano con il titolo di Irripetibili Marvel) è una serie di cortometraggi direct-to-video prodotti da Marvel Studios. I cortometraggi sono parte integrante del Marvel Cinematic Universe (MCU) e, tramite storie autoconclusive di durata variabile tra i 3 e i 15 minuti circa, si propongono di espandere l'universo narrativo suddetto esplorando i retroscena o i personaggi visti nei lungometraggi.
Annunciati dai Marvel Studios il 2 agosto 2011, sono stati pubblicati tra il 2011 e il 2019 da Paramount Home Media Distribution (2011), Walt Disney Studios Home Entertainment (2012-2018) e Sony Pictures Home Entertainment (2019) come allegati alle edizioni Blu-ray e digitali dei film del MCU, ma non sono inclusi nelle versioni DVD. Due dei cortometraggi sono stati l'ispirazione per le serie televisive ambientate nel MCU.
I primi due cortometraggi hanno come protagonista Phil Coulson (Clark Gregg) e offrono storie autonome che mostrano la giornata tipo di un agente dello S.H.I.E.L.D.. Il terzo segue le vicende di una giovane coppia, Bennie (Jesse Bradford) e Claire (Lizzy Caplan), che dopo gli eventi di The Avengers ritrovano un'arma chitauriana. Nel quarto cortometraggio si scopre che Peggy Carter (Hayley Atwell) è stata una dei fondatori dello S.H.I.E.L.D. (notizia ripresa in Captain America: The Winter Soldier come uno dei motivi per cui Steve Rogers vi ha aderito). Nel quinto si scopre che il vero Mandarino, capo del gruppo terroristico I Dieci Anelli, è furioso con Trevor Slattery (Ben Kingsley) per averlo impersonato, dopo gli eventi di Iron Man 3.
Team Thor è una serie di tre cortometraggi mockumentary rilasciati tra il 2016 e il 2018, scritti e diretti da Taika Waititi. I primi due corti (Team Thor e Team Thor: Part 2) ci mostrano Thor trasferirsi a casa del suo nuovo coinquilino, Darryl Jacobson, mentre gli altri eroi sono impegnati nella guerra civile. Il terzo corto, Team Darryl, tratta di un altro trasferimento, quello di Darryl a Los Angeles assieme al Gran Maestro (Jeff Goldblum). I corti, a detta del loro creatore, sono concepiti come una introduzione al tono irriverente di Thor: Ragnarok, sempre scritto e diretto da Waititi.
A seguito della loro aggiunta nel gennaio 2022 su Disney+ i cortometraggi Team Thor, sono stati classificati anch'essi come "Marvel One-Shots".

## Sviluppo
I primi due cortometraggi sono stati realizzati da una collaborazione tra i Marvel Studios e la casa di produzione cinematografica The Ebeling Group, sono stati diretti da Leythum e scritti da Eric Pearson. Winderbaum ha aggiunto che il nome del programma dei cortometraggi deriva dall'etichetta usata dalla Marvel Comics per i fumetti One-shot. Il co-produttore Brad Winderbaum si è dichiarato emozionato del progetto definendolo un modo di sviluppare nuove idee e «raccontare storie che esistono al di fuori delle nostre trame».
Louis D'Esposito, il co-presidente degli studios, ha successivamente dichiarato di considerarli un modo per mostrare l'elemento più umano del MCU, nonché un metodo alternativo di introdurre nuovi personaggi, magari non ancora pronti per un lungometraggio, affermando: «C'è sempre il potenziale per introdurre un personaggio. Ne abbiamo 8000 e non possono essere tutti allo stesso livello. Quindi magari ce ne sono alcuni che non sono molto popolari, noi li introduciamo [con un corto] e loro spopolano. Posso vederlo capitare». Alla domanda se un supereroe Marvel sarebbe mai potuto apparire in un One-Shot, D'Esposito ha risposto che «Ci piacerebbe, ma è difficile perché c'è un costo per questo. Se Iron Man sta volando in giro mentre fa qualcosa, che [è] molto costoso. E prima di tutto, qual è la storia? È importante che quel supereroe sia nella storia?»
Nel maggio 2013, la DMG Entertainment ha dichiarato che stavano valutando la possibilità di creare un cortometraggio, provvisoriamente intitolato The Prologue, incentrato sul Dr. Wu di Wang Xueqi di Iron Man 3, apparso solo per 10 secondi nel film al di fuori della distribuzione cinese, mentre in quella cinese e comparso per circa 3 minuti. The Prologue doveva essere composto da sequenze girate durante la produzione di Iron Man 3 ed avrebbe esplorato Wu prima degli eventi di Iron Man. DMG ha aggiunto che non erano sicuri di come avrebbero rilasciato il corto, dicendo che le voci secondo cui The Prologue sarebbe uscito in televisione o in home video del MCU erano solo "speculazioni". Nel luglio 2013 D'Esposito ha dichiarato di aver preso in considerazione la possibilità di realizzare cortometraggi autonomi per diversi personaggi, tra cui Loki, Nick Fury da giovane, Pantera Nera, Ms. Marvel e Vedova Nera. Tuttavia, D'Esposito ha notato che una storia su Loki sarebbe stata complicata in quanto costoso rappresentare Asgard, mentre per Fury e Pantera Nera avrebbero dovuto scegliere nuovi attori e progettare nuovi costumi. Ha aggiunto: "Ci abbiamo provato. Eravamo lì in fase di sviluppo e ci abbiamo provato, ma sono stati molto difficili per tutti i motivi che ho indicato. E non vogliamo fare qualcosa che è pronto a metà perché non è buono per noi e non farebbe felici i fan".
In seguito, al San Diego Comic-Con International del 2013 dopo l'uscita di Agente Carter, il co-presidente ha dichiarato di valutare l'ipotesi di proiettare i Marvel One-Shots al cinema prima dell'inizio dei film.

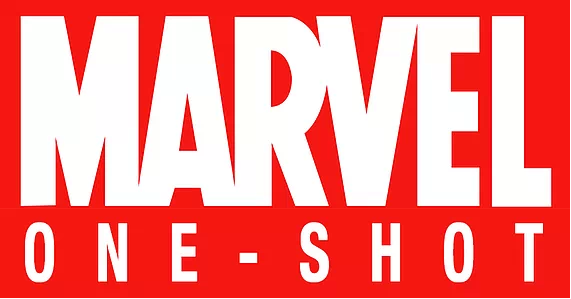
Primo logo (2011-2021)

Nell'ottobre 2013 Ben Kingsley ha dichiarato di essere al lavoro su un "progetto segreto della Marvel" assieme a numerosi membri della troupe di Iron Man 3, che in seguito si è scoperto essere All Hail the King. In un'intervista con Total Film del febbraio 2014 il regista Drew Pearce ha menzionato altri cortometraggi che aveva scritto che non sono mai stati realizzati, inclusi quelli basati su Sin, Crossbones, Jessica Jones e la Damage Control.
Nel 2014 non sono stati prodotti e quindi inclusi One-Shot nell'edizione home video né di Captain America: The Winter Soldier né di Guardiani della Galassia. Il regista di Guardiani del Galassia James Gunn ha dichiarato che un One-Shot non è stato incluso nel film a causa della mancanza di spazio sul disco. Il capo dei Marvel Studios Kevin Feige ha dichiarato nel maggio 2015 che non c'erano piani attivi per realizzare altri Marvel One-Shots, ma lo studio non era contrario a continuare la serie.
Il capo dei Marvel Studios Kevin Feige ha dichiarato nel maggio 2015 che non c'erano piani attivi per realizzare altri Marvel One-Shots, ma lo studio non era contrario a continuare la serie e che c'erano molte potenziali idee. Nel settembre 2015, ha aggiunto che con il nuovo piano di distribuzione con tre lungometraggi all'anno, si avrebbe fatto fatica a trovare il "tempo e luogo" per creare più contenuti, nonostante le loro continue discussioni sui potenziali futuri Marvel One-Shots. Tom Holland, interprete di Spider-Man ha accennato nel giugno 2017 che la Marvel stava progettando di creare più One-Shots e Pearson lo ha ribadito ad ottobre, aggiungendo che aveva una cartella piena di idee che aveva creato. Taika Waititi ha detto che ci sono state discussioni sulla creazione di un One-Shot incentrato sui personaggi Korg e Miek di Ragnarok. Nell'aprile 2018, D'Esposito ha detto che la Disney sperava che la Marvel continuasse con i cortometraggi One-Shot, ma ha ammesso che lo studio era impegnato a concentrarsi sulla produzione di lungometraggi.
Nel 2019 Kevin Feige, nel corso di una sessione "ask me anything" su Reddit, ha dichiarato che ci potrebbe essere possibilità di vedere qualche nuovo One-Shot con l'arrivo di Disney+ ed ha rivelato l'esistenza di un One-Shot con Luis, personaggio di Ant-Man interpretato da Michael Peña, che riassume l'MCU, anche se nel video stesso l'attore non sembra stare interpretando il personaggio. Questo One-Shot è stato realizzato per il San Diego Comic-Con, dove venne annunciato che Michelle Pfeiffer avrebbe interpretato il ruolo di Janet van Dyne in Ant-Man and the Wasp.
Team Thor è stato girato un mese prima dell'inizio delle riprese di Thor: Ragnarok (2017) nel luglio 2016. Prima che Team Thor venisse rilasciato, molti fan non erano sicuri del nuovo approccio tonale di Waititi per Thor: Ragnarok. Waititi sentiva che Team Thor "ci ha aiutato molto" dando ai fan l'opportunità di vedere "quanto sarebbero stati irriverenti, e quanto stessimo rendendo diversi Thor, e anche Bruce Banner". Nel settembre 2016, Waititi ha detto che Darryl Jacobson sarebbe stato probabilmente visto di nuovo, aggiungendo che potrebbero esserci "altri piccoli pezzi di Team Thor che potrebbero essere solo una piccola parte di una cosa più grande".
Nell'ottobre 2017, il presidente dei Marvel Studios Kevin Feige ha dichiarato di vedere i cortometraggi come una versione "fattibile" della loro precedente serie di cortometraggi "Marvel One-Shots" e ha ritenuto che "in alcune parti hanno contribuito a ridefinire Thor in quello che è diventato in Ragnarok in un modo divertente". Inoltre, Jeff Goldblum, che interpreta il Gran Maestro in Thor: Ragnarok, ha dichiarato di aver girato filmati con Waititi per un altro cortometraggio, che è diventato Team Darryl. Nell'aprile 2019, Hemsworth ha espresso interesse a realizzare più cortometraggi Team Thor, con la possibilità di realizzare una serie televisiva. Nell'agosto 2021, il produttore di Team Thor Brad Winderbaum ha lasciato intendere che Darryl potrebbe tornare in relazione a Thor: Love and Thunder (2022). A seguito della loro aggiunta nel gennaio 2022 su Disney+ i tre cortometraggi sono stati classificati anch'essi come "Marvel One-Shots".
Nel libro The Story of Marvel Studios: The Making of the Marvel Cinematic Universe, pubblicato nell'ottobre 2021, D'Esposito ha affermato che altri One-Shot erano in fase di sviluppo.

## Film
| Titolo                                           | Data di uscita USA                                     | Regista          | Sceneggiatore | Produttore  | Presente nell'home media               |
| Fase Uno                                         | Fase Uno                                               | Fase Uno         | Fase Uno      | Fase Uno    | Fase Uno                               |
| ------------------------------------------------ | ------------------------------------------------------ | ---------------- | ------------- | ----------- | -------------------------------------- |
| Il consulente                                    | 3 settembre 2011                                       | Leythum          | Eric Pearson  | Kevin Feige | Thor                                   |
| Scena comica nel raggiungere il martello di Thor | 25 ottobre 2011                                        | Leythum          | Eric Pearson  | Kevin Feige | Captain America - Il primo Vendicatore |
| Item 47                                          | 25 ottobre 2012                                        | Louis D'Esposito | Eric Pearson  | Kevin Feige | The Avengers                           |
| Fase Due                                         |                                                        |                  |               |             |                                        |
| Agente Carter                                    | 3 settembre 2013 (Digitale) 24 settembre 2013 (Fisico) | Louis D'Esposito | Eric Pearson  | Kevin Feige | Iron Man 3                             |
| Viva il re                                       | 4 febbraio 2014 (Digitale) 25 febbraio 2014 (Fisico)   | Drew Pearce      | Drew Pearce   | Kevin Feige | Thor: The Dark World                   |
| Fase Tre                                         |                                                        |                  |               |             |                                        |
| Team Thor                                        | 28 agosto 2016 (Digitale) 13 settembre 2016 (Fisico)   | Taika Waititi    | Taika Waititi | Kevin Feige | Captain America: Civil War             |
| Team Thor: Part 2                                | 14 febbraio 2017 (Digitale) 28 febbraio 2017 (Fisico)  | Taika Waititi    | Taika Waititi | Kevin Feige | Doctor Strange                         |
| Team Darryl                                      | 20 febbraio 2018 (Digitale) 6 marzo 2018 (Fisico)      | Taika Waititi    | Taika Waititi | Kevin Feige | Thor: Ragnarok                         |

### Il consulente(2011)

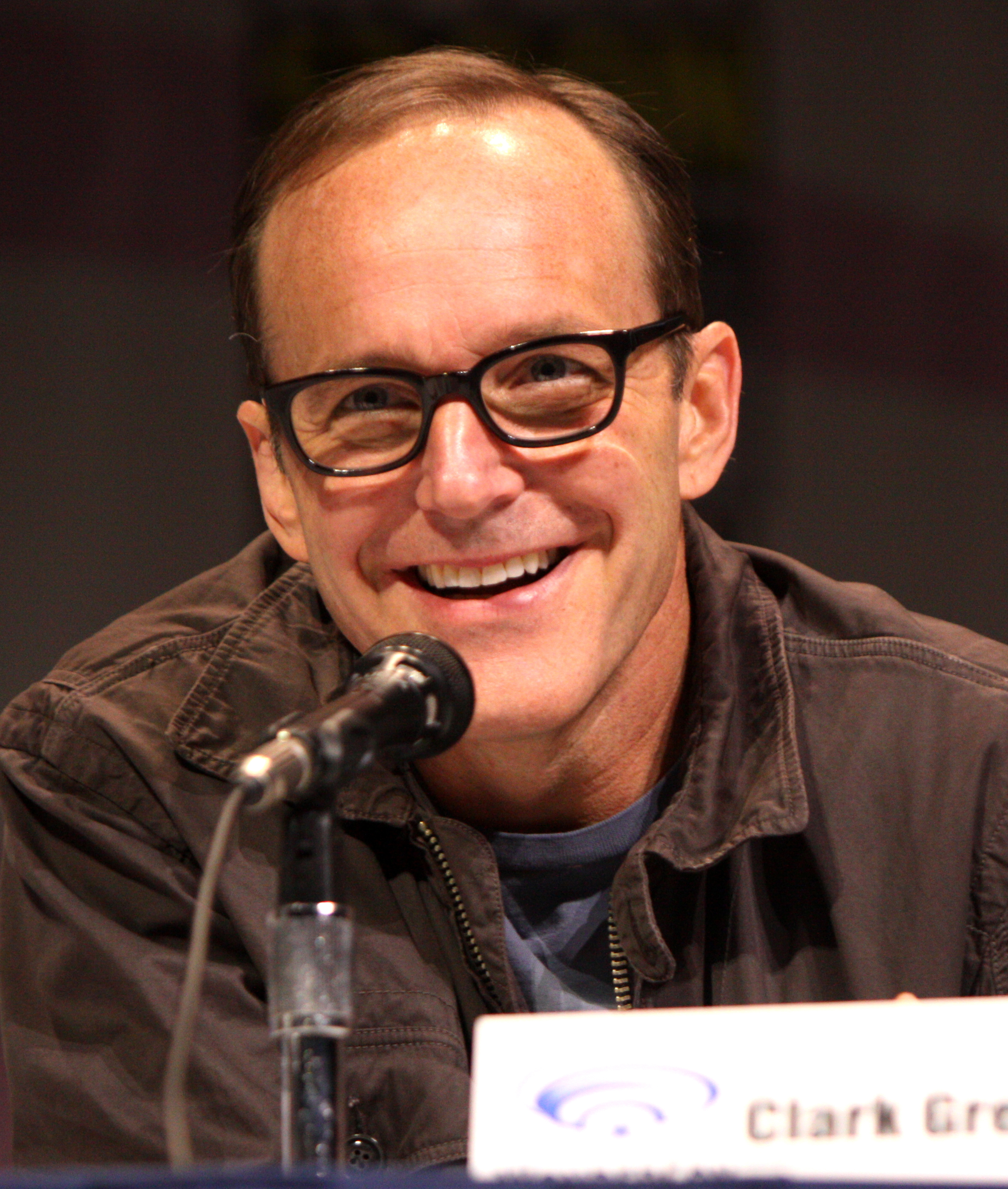
Clark Gregg ha ripreso nei primi due cortometraggi il suo ruolo come Agente Phil Coulson nei film dell'MCU.

Il primo cortometraggio, Il consulente (The Consultant), è stato incluso nel Blu-ray di Thor, uscito il 21 settembre 2011, ed è ambientato dopo gli eventi di Iron Man 2 e de L'incredibile Hulk.
Phil Coulson informa Jasper Sitwell che il Consiglio di Sicurezza Mondiale vuole Emil Blonsky / Abominio, da loro visto come un eroe di guerra (e incolpano Bruce Banner / Hulk della distruzione di Harlem), rilasciato di prigione per aderire al progetto Vendicatori e, quindi, ha ordinato allo S.H.I.E.L.D. di inviare un agente per inoltrare la richiesta di scarcerazione sotto la loro custodia al Generale Ross. Tuttavia, poiché Nick Fury non vuole Blonsky tra gli Avengers, i due agenti decidono di inviare un "capro espiatorio" per sabotare la riunione. Sollecitato da Sitwell, Coulson manda a malincuore "Il consulente": Tony Stark. Come parzialmente illustrato nella scena post-crediti de L'incredibile Hulk, Ross, frustrato per i risultati dell'ultima operazione, si siede a bere in un bar e viene avvicinato da Stark, il quale lo infastidisce al punto che questi cerca di farlo cacciare. In risposta, Stark compra il bar e lo demolisce. Il giorno successivo, Coulson informa Sitwell che il loro piano ha funzionato e che Blonsky rimarrà in carcere.
Al Comic-Con di San Diego del 2011, la Marvel ha annunciato che Il consulente apparirà esclusivamente sul Blu-ray di Thor il 13 settembre 2011. È stato diretto da Leythum e scritto da Eric Pearson, con musiche di Paul Oakenfold. Il corto è stato girato in 2-3 giorni. Clark Gregg e Maximiliano Hernández tornano a interpretare l'agente Phil Coulson e l'agente Jasper Sitwell, rispettivamente, dai film. Si uniscono per mezzo di filmati d'archivio Robert Downey Jr. come Tony Stark/Il consulente, William Hurt come Generale Thaddeus "Thunderbolt" Ross e Tim Roth nel ruolo di Emil Blonsky/Abominio. Il co-produttore Brian Winderbaum ha detto che i produttori "volevano dipingere una foto dello SHIELD che tira le corde ed è responsabile di alcuni degli eventi visti nei film. Quale personaggio migliore per rappresentare questa idea rispetto all'agente Coulson, il primo agente SHIELD che ci è stato presentato nel primo film di Iron Man?". Gregg ha detto che gli è stato detto del programma dei cortometraggi nella stessa telefonata che lo ha avvertito che Coulson sarebbe morto in The Avengers. L'attore ha notato che gli One-Shots potevano quindi fornire maggiori informazioni su Coulson, per "costruire un rapporto con il pubblico assieme a lui" prima della sua morte. Il consulente è stato scritto dopo Scena comica nel raggiungere il martello di Thor, a causa del fatto che quest'ultimo ha occupato l'80% del budget della Marvel riservato per i due cortometraggi, lasciando un budget rimanente "per due ragazzi che parlano". Per aiutare con questo, Pearson ha incluso Sitwell nel corto, che ha avuto un ruolo minore in Thor, e aveva lui e Coulson "a fare il brainstorming per affrontare questa burocratica politica dell'iniziativa Avengers".

### Scena comica nel raggiungere il martello di Thor(2011)
Il secondo One-Shots, Scena comica nel raggiungere il martello di Thor (A Funny Thing Happened on the Way to Thor's Hammer), è stato incluso nel Blu-ray di Captain America - Il primo Vendicatore, uscito il 14 dicembre 2011, ed è ambientato prima di Thor.
Coulson, lungo la strada per Albuquerque in Nuovo Messico, dove è stato ritrovato Mjolnir, si ferma presso una stazione di servizio. Mentre sta scegliendo uno snack nel retro della stazione, entrano due rapinatori e chiedono i soldi del registratore di cassa, ma non si accorgono di lui. Quando i ladri chiedono di chi è la macchina fuori, Coulson sorprendentemente si rivela e consegna loro le chiavi della macchina e nel consegnare anche la sua pistola li distrae e in pochi secondi li mette KO. Salvo, con nonchalance paga gli snack e consiglia alla cassiera di non dire nulla dell'accaduto e riparte per il Nuovo Messico.
È stato diretto da Leythum e scritto da Eric Pearson, con musiche di Paul Oakenfold. Il corto è stato girato in 2-3 giorni. Clark Gregg riprende il suo ruolo di agente Phil Coulson, e serve per mostrare Coulson come "più di un fastidioso burocrate" dello S.H.I.E.L.D.

### Item 47(2012)
Il terzo cortometraggio, Item 47, è stato incluso nel Blu-Ray di The Avengers, uscito il 29 agosto 2012, ed è ambientato dopo i fatti narrati nello stesso film. Rispetto ai precedenti due, la durata passa da 4 a 12 minuti circa.
Il film vede protagonisti rispettivamente Jesse Bradford e Lizzy Caplan come Bennie e Claire. Il film vede anche il ritorno dell'agente Sitwell, interpretato da Maximiliano Hernández, e ha presentato l'agente Blake, interpretato da Titus Welliver. È stato diretto dal co-presidente della Marvel Studios Louis D'Esposito, scritto da Eric Pearson, e presenta musiche di Christopher Lennertz. Il cortometraggio, è stato girato in quattro giorni. Pearson e D'Esposito hanno avuto l'idea per il corto dopo aver visto The Avengers e aver pensato: "New York è un casino, ci devono essere armi ovunque". Item 47 ha aiutato a ispirare la serie televisiva Marvel's Agents of S.H.I.E.L.D.

### Agente Carter(2013)

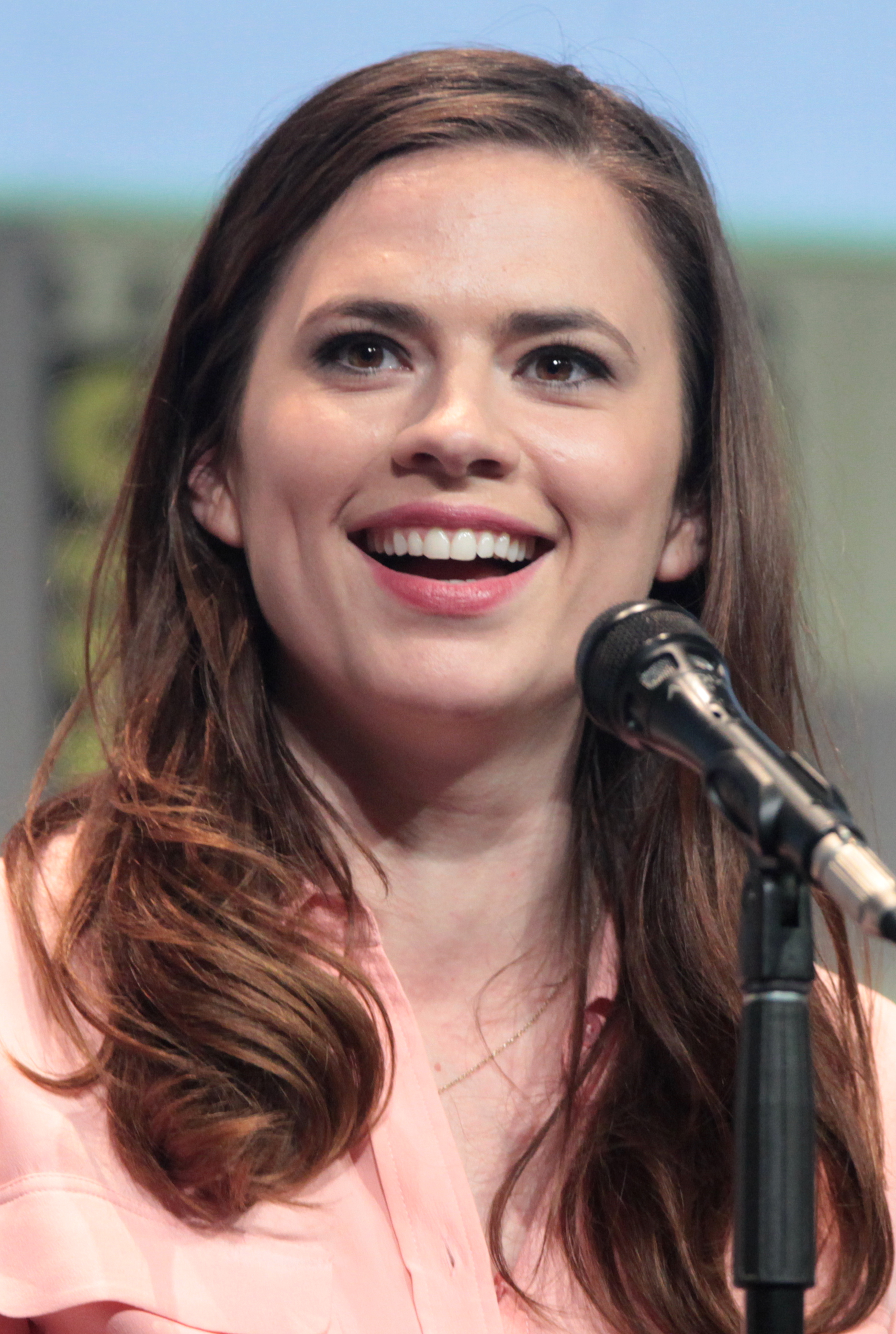
Hayley Atwell ha ripreso il suo ruolo da Captain America - Il primo Vendicatore, continuando la storia di Peggy Carter.

Il quarto One-Shot, Agente Carter (Agent Carter), è stato incluso nel Blu-ray di Iron Man 3, uscito il 28 agosto 2013, ed è un flashback ambientato dopo le vicende di Captain America - Il primo Vendicatore.
È stato visto come un buon metodo per collegare quel film con l'allora imminente Captain America: The Winter Soldier. In precedenza era stato pensato per essere rilasciato anche su altri media domestici. Vede Hayley Atwell riprendere il suo ruolo di Peggy Carter, insieme a Dominic Cooper e Neal McDonough che riprendendo il ruolo di Howard Stark e Timothy "Dum Dum" Dugan, rispettivamente. Il cortometraggio introduce Bradley Whitford nei panni dell'agente John Flynn, mentre il regista di Iron Man 3 Shane Black presta la sua voce per un cameo vocale senza apparire sullo schermo. Fu diretto da Louis D'Esposito e scritto da Eric Pearson. Il cortometraggio è stato girato in cinque giorni, e ha riutilizzato riprese di effetti speciali degli anni '40 di New York di Captain America - Il primo Vendicatore per risparmiare denaro. Christopher Lennertz collaborò nuovamente con D'Esposito al corto, componendo musica per questo. Compone anche la musica per la serie televisiva Marvel's Agent Carter, che è direttamente correlata al corto. Da questo cortometraggio è stata tratta appunto l'omonima serie televisiva del 2015.

### Viva il re(2014)

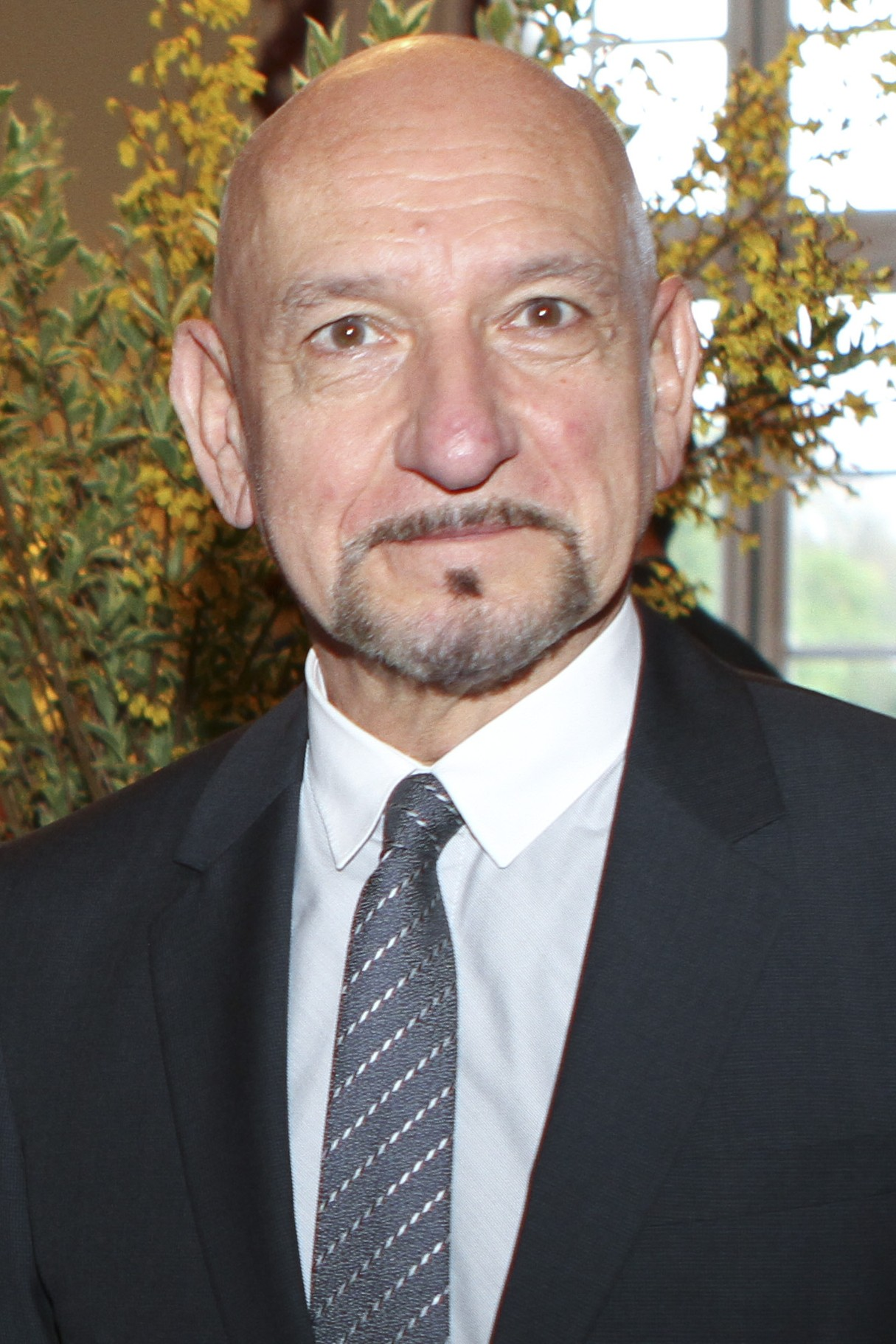
Dopo che Ben Kingsley si unì a Viva il re, altri membri della troupe firmarono.

Il quinto cortometraggio, All Hail the King (Viva il Re nel nuovo adattamento italiano di Disney+), è stato incluso nel Blu-Ray di Thor: The Dark World, uscito il 7 febbraio 2014, ed è ambientato dopo gli eventi di Iron Man 3.
Nell'ottobre del 2013, Ben Kingsley disse che stava lavorando a un progetto segreto con Marvel che coinvolgeva "molti membri dell'equipaggio che erano coinvolti in Iron Man 3", in seguito rivelò essere il corto All Hail the King. Nel corto Ben Kingsley interpreta Trevor Slattery, riprendendo il ruolo di Iron Man 3; Scoot McNairy è nei panni di Jackson Norriss, membro dell'organizzazione terroristica dei Dieci Anelli in posa come regista di documentari; Lester Speight è nel ruolo di Herman; e Sam Rockwell nei panni di Justin Hammer, riprendendo il ruolo di Iron Man 2. Il corto è scritto e diretto da Drew Pearce, il co-sceneggiatore di Iron Man 3, ed è stato girato a Los Angeles. Pearce e il produttore Stephen Broussard hanno avuto l'idea per il cortometraggio durante la produzione di Iron Man 3, per fornire "un nuovo approccio" al personaggio del Mandarino. La musica per il corto è stata composta da Brian Tyler, con le scene di Caged Heat composte dall'icona della musica TV degli anni '80 Mike Post.

### Team Thor(2016)

Logo di Team Thor: Part 1

Dopo aver salvato la Terra con i Vendicatori, Thor si è preso una breve vacanza in Australia dove vive con un impiegato locale, Darryl Jacobson. Mentre lo fa, viene intervistato da una troupe cinematografica e parla della sua vita quotidiana in Australia. Thor viene visto visitare un'aula dell'asilo, tentare di inviare e-mail con l'aiuto di Darryl a Tony Stark e Steve Rogers riguardo al loro conflitto, e mostra la sua commissione investigativa sui collegamenti tra le Gemme dell'Infinito, i Vendicatori, Nick Fury e Thanos. Più tardi, Thor incontra Bruce Banner in un bar per non essere stato contattato da Stark e Rogers. Banner riceve una telefonata da Stark, che sembra non voler contattare o parlare con Thor. Come tale, Thor decide di fondare la sua squadra, il Team Thor, con lui e Darryl.
Team Thor è stato proiettato per la prima volta al Comic-Con di San Diego del 2016, prima di essere pubblicato online il 28 agosto 2016. È stato anche pubblicato sui media domestici di Captain America: Civil War (2016) nel settembre 2016. Il film è anche conosciuto come While You Were Fighting: A Thor Mockumentary. Si dice che il mockumentary sia stato prodotto da "New Zealand Film Board", e il suo titolo presenta un logo granuloso in stile VHS di Captain America: Civil War con Team Thor "crudamente messo sopra esso". Chris Hemsworth e Mark Ruffalo riprendono i loro ruoli del Marvel Cinematic Universe (MCU) rispettivamente nei panni di Thor e Bruce Banner, con Daley Pearson nei panni del coinquilino australiano di Thor, Darryl Jacobson. Il film è stato chiamato Team Thor: Part 1 con la sua uscita su Disney+ nel gennaio 2022.

### Team Thor: Part 2(2017)

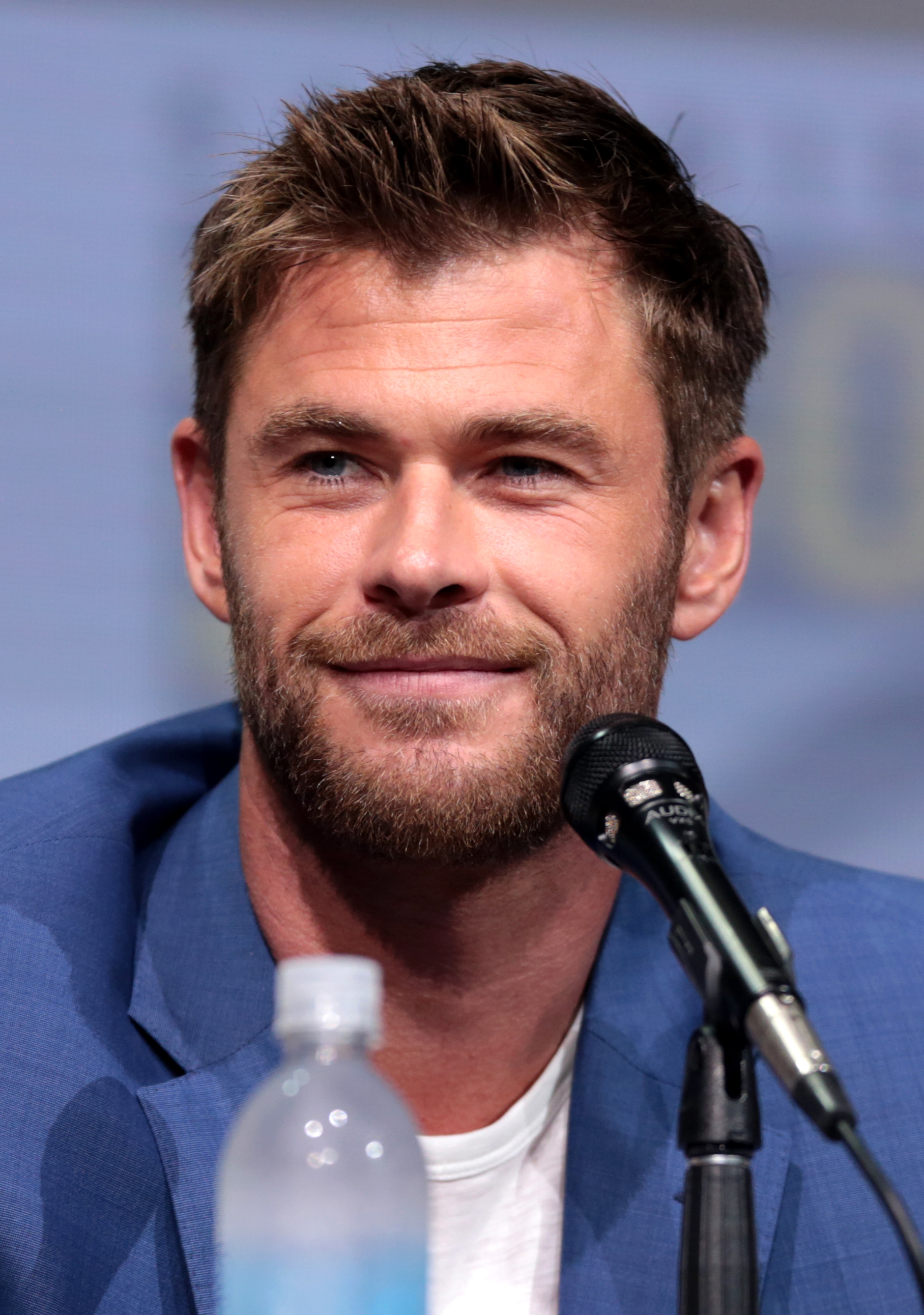
Chris Hemsworth ritorna nel ruolo di Thor nei corti Team Thor (2016-2018).

Continuando dal primo mockumentary, Thor e il suo compagno di stanza Darryl discutono delle loro responsabilità domestiche nel loro appartamento, con Darryl impegnato nella maggior parte nelle pulizie. Darryl procede quindi affermando come Thor sia una persona simpatica ma fuori dal tempo, e diventa frustrato dai tentativi di Thor di pagare l'affitto con la valuta asgardiana. Suggerisce a Thor di cercare un lavoro, di cui Thor ride e ribatte suggerendo di trovare un servitore. Vengono mostrati filmati aggiuntivi della visita di Thor all'aula dell'asilo. L'intervista si conclude con Thor che sente di non aver bisogno di nessun altro nella sua vita oltre a Darryl e suggerisce a Darryl di prendere un vestito da supereroe.
Team Thor: Part 2 (conosciuto anche come Team Thor: Part 2, Where Are They Now?) è stato rilasciato sui media domestici di Doctor Strange (2016) nel febbraio 2017, con il ritorno di Hemsworth e Pearson.

### Team Darryl(2018)
Dopo che Thor si è trasferito dall'appartamento di Darryl, quest'ultimo si trasferisce a Los Angeles e diventa coinquilino del Gran Maestro, l'unica persona che ha risposto ai suoi annunci. Il Gran Maestro crede che egli sarebbe un buon assistente sostitutivo e vengono mostrate varie clip di Darryl che esegue compiti umili per il Gran Maestro, come portare fuori la spazzatura e portarlo in giro. Darryl continua descrivendo come il Gran Maestro sembri una brava persona ma ha problemi a capire lo spazio personale di Darryl e ha i suoi problemi di rabbia. Il Gran Maestro afferma di essersi abituato alla Terra e ha intenzione di prenderne il controllo, con Darryl in piedi al suo fianco. Crea un video che spiega il suo piano e lo pubblica su Internet. Tuttavia, dopo non aver ricevuto visualizzazioni, ha intenzione di pubblicizzare il primo video pubblicando un secondo video con un ospite musicale. Assume gli amici di Darryl per aiutarlo, ma scioglie uno di loro quando le sue aspettative non vengono soddisfatte.
Team Darryl (Squadra Darryl nel nuovo adattamento italiano di Disney+) è stato distribuito digitalmente per Thor: Ragnarok il 20 febbraio 2018 e in Blu-ray il 6 marzo. Pearson riprende il ruolo di Darryl ed è affiancato da Jeff Goldblum come Gran Maestro. È ambientato dopo gli eventi di Thor: Ragnarok ed è una continuazione della scena post-crediti del film.
Nell'agosto 2018, Daley Pearson ha pubblicato un video in cui riprende il ruolo di Darryl per affermare che è sopravvissuto al Blip, ed è costretto a lavorare nei fine settimana poiché molti dei suoi colleghi non ci sono più. Augura anche a Thor un felice compleanno e gli chiede se può trasferire dei soldi, dato che Darryl è ora indebitato.

## Personaggi e interpreti
| Personaggi                           | Il Consulente (2011)  | Scena comica nel raggiungere il martello di Thor (2011) | Item 47 (2012)        | Agente Carter (2013) | All Hail the King (2014) | Team Thor (2016)    | Team Thor: Part 2 (2017) | Team Darryl (2018)  |
| Introdotti nei film                  | Introdotti nei film   | Introdotti nei film                                     | Introdotti nei film   | Introdotti nei film  | Introdotti nei film      | Introdotti nei film | Introdotti nei film      | Introdotti nei film |
| ------------------------------------ | --------------------- | ------------------------------------------------------- | --------------------- | -------------------- | ------------------------ | ------------------- | ------------------------ | ------------------- |
| Bruce Banner Hulk                    |                       |                                                         |                       |                      |                          | Mark Ruffalo        |                          |                     |
| Emil Blonsky Abominio                | Tim RothA V           |                                                         |                       |                      |                          |                     |                          |                     |
| Peggy CarterT                        |                       |                                                         |                       | Hayley Atwell        |                          |                     |                          |                     |
| Phil CoulsonT                        | Clark Gregg           | Clark Gregg                                             |                       |                      |                          |                     |                          |                     |
| Timothy "Dum Dum" DuganT             |                       |                                                         |                       | Neal McDonough       |                          |                     |                          |                     |
| Justin Hammer                        |                       |                                                         |                       |                      | Sam Rockwell             |                     |                          |                     |
| Gran Maestro                         |                       |                                                         |                       |                      |                          |                     |                          | Jeff Goldblum       |
| Thor Odinson                         |                       |                                                         |                       |                      |                          | Chris Hemsworth     | Chris Hemsworth          |                     |
| Steve Rogers Captain America         |                       |                                                         |                       | Chris EvansA         |                          |                     |                          |                     |
| Generale Thaddeus "Thunderbolt" Ross | William HurtA         |                                                         |                       |                      |                          |                     |                          |                     |
| Jasper SitwellT                      | Maximiliano Hernández |                                                         | Maximiliano Hernández |                      |                          |                     |                          |                     |
| Trevor Slattery                      |                       |                                                         |                       |                      | Ben Kingsley             |                     |                          |                     |
| Howard StarkT                        |                       |                                                         |                       | Dominic Cooper       |                          |                     |                          |                     |
| Tony Stark Iron Man Il consulente    | Robert Downey Jr.A    |                                                         |                       |                      |                          |                     |                          |                     |
| Introdotti negli One-Shots           |                       |                                                         |                       |                      |                          |                     |                          |                     |
| Felix BlakeT                         |                       |                                                         | Titus Welliver        |                      |                          |                     |                          |                     |
| John FlynnT                          |                       |                                                         |                       | Bradley Whitford     |                          |                     |                          |                     |
| Herman                               |                       |                                                         |                       |                      | Lester Speight           |                     |                          |                     |
| "Jackson Norriss"                    |                       |                                                         |                       |                      | Scoot McNairy            |                     |                          |                     |
| Bennie Pollack                       |                       |                                                         | Jesse Bradford        |                      |                          |                     |                          |                     |
| Claire Wise                          |                       |                                                         | Lizzy Caplan          |                      |                          |                     |                          |                     |
| Darryl Jacobson                      |                       |                                                         |                       |                      |                          | Daley Pearson       | Daley Pearson            | Daley Pearson       |

## Collezione
Tutti i Marvel One-Shots sono stati inclusi nel disco bonus del cofanetto "Marvel Cinematic Universe: Phase Two Collection" (disponibile solo in versione inglese), che comprende tutti i film della Fase Due del Marvel Cinematic Universe. Gli One-Shots hanno anche un commento audio, con Gregg che lo fornisce per Il consulente e Scena comica nel raggiungere il martello di Thor; D'Esposito, Hernandez, Welliver e Bradford per Item 47; D'Esposito e Atwell per Agent Carter; e Pearce e Kingsley con All Hail the King. La collezione è stata distribuita l'8 dicembre 2015.

## Accoglienza
Cindy White di IGN è stata incuriosita da Il consulente e ha detto che "il dialogo scattante sembra adattarsi perfettamente a ciò che ci aspettiamo da un film di Joss Whedon su Avengers". Scott Chitwood di ComingSoon.net è rimasto deluso dal cortometraggio a causa del fatto che un terzo di esso ha semplicemente riutilizzato la scena finale de L'incredibile Hulk e il resto del cortometraggio con Coulson "seduto mentre chiacchierava".
R.L. Shaffer di IGN ha detto che Scena comica nel raggiungere il martello di Thor è stato divertente, mentre Zachary Scheer ha scritto per CinemaBlend che il cortometraggio era "banale come il titolo. Sono circa quattro minuti in cui Coulson è un tosto, se la definizione di tosto è fargli fare delle acrobazie a rallentatore inutili e poi fermarsi e fare un'azione quotidiana di una persona comune, ovvero decidere che ciambella comprare".
Andre Dellamorte di Collider ha detto che Item 47 era studido, mentre William Bibbiani di Crave Online lo ha trovato un successo, evidenziando le prestazioni di Hernandez, Bradford e Caplan. Pensava che Welliver fosse "infastidito da un dialogo un po' imbarazzante, in particolare per quanto riguarda Coulson, che non regge del tutto". Spencer Terry di SuperHeroHype ha detto che il cortometraggio era "facilmente il migliore" degli One-Shot finora e lo ha attribuito alla sua durata maggiore, perché sentiva che ciò significava che Item 47 non aveva bisogno di affrettarsi ed era in grado di fornire una "chiara comprensione sia dalla prospettiva degli agenti S.H.I.E.L.D. che del punto di vista dei ladri".
Andy Hunsaker di Crave Online ha detto che Agente Carter è un "trattamento divertente" che potrebbe portare ad alcuni film Marvel incentrati sulle donne, e ha anche sentito che ha dato a Peggy Carter "il saluto che merita". A IGN, Scott Collura ha detto che Carter era la "supereroina femminile del grande schermo che tutti stavamo aspettando. In questo racconto prende a calci in culo così tanto e con una tale disinvoltura, usando non solo i muscoli ma anche il cervello, ed è tutto molto intelligente e divertente". Rosie Fletcher di Total Film ha elogiato Atwell come una "perfect femme fatale-come-special agent", e ha anche elogiato le immagini del cortometraggio così come la sua azione. Con l'uscita di Agente Carter, sapendo che Item 47 aveva portato alla creazione di Agents of S.H.I.E.L.D. e dopo varie discussioni sul cortometraggio Agente Carter ha fatto lo stesso, portando una serie incentrata su Peggy Carter, Graeme McMillan di The Hollywood Reporter ha ritenuto che i cortometraggi non fossero più "piccoli, divertenti, usa e getta e pieni di easter egg" ma invece è stato un programma importante per la Marvel che ha dato uno "sguardo di ciò che sarebbe venuto dopo".
Cliff Wheatley di IGN ha assegnato a All Hail the King un 9,4 su 10 e lo ha descritto come un "ritorno all'adorabile personalità dello sfortunato Trevor ed un passo avanti per il più ampio universo cinematografico Marvel. Ha i suoi colpi di scena che dovrebbero soddisfare entrambi: amanti e odiatori di Trevor Slattery. Ma è l'approccio che Pearce adotta con il materiale, dalle sequenze dei crediti in stile film di kung-fu al tono spensierato che prende una svolta improvvisa e stridente. Kingsley brilla ancora una volta nel ruolo di Slattery, distaccato e ignorante, ma più che felice di tornare alla modalità Mandarino se farà piacere ai suoi fan. Pearce fa alcune delle stesse battute di Iron Man 3 in una sorta di modo referenziale, ma non è niente di troppo dannoso". Andrew Wheeler di Comics Alliance ha criticato il modo in cui l'omosessualità è stata presentata nel corto, dato che è stato il primo tentativo dei Marvel Studios di portare i concetti LGBT nel MCU.
Nonostante sia un "corto un po' sciocco", Ethan Anderton di /Film ha trovato Team Thor esilarante, così come Germain Lussier di io9 che ha ritenuto che Ragnarok sarebbe stato fantastico se avesse avuto "un briciolo di questo umorismo". Anderton in seguito ha aggiunto che cortometraggi simili a Team Thor sarebbero stati ottimi sostituti dei Marvel One-Shots. Anche Tommy Cook e Adam Chitwood di Collider hanno apprezzato il corto, con Cook che ha ritenuto che "catturasse perfettamente il senso dell'umorismo irriverente di Waititi" e ha elogiato le capacità comiche di Hemsworth, mentre Chitwood ha detto che c'erano "una serie di tocchi davvero divertenti" e ha fatto notatare che Hemsworth e Waititi erano un buon adattamento comico. Ross A. Lincoln di Deadline Hollywood ha apprezzato anche il corto e la prestazione comica di Hemsworth, definendolo uno dei momenti salienti del panel del Comic-Con della Marvel e sperava che servisse da buona indicazione di come sarebbe stato Ragnarok. Don Kaye di Syfy Wire ha definito Team Thor "uno dei migliori film che la Marvel abbia mai realizzato".
In previsione dell'uscita della Parte 2, Nathalie Caron di Syfy Wire ha notato dal suo teaser che stava "usando lo stesso tipo di umorismo che ha reso il primo... un così grande successo per i fan di tutto il mondo". Scrivendo per The Hollywood Reporter, Aaron Couch ha definito la Parte 2 "il sequel che nessuno potrebbe accusare di soffrire di sequel".
Alexandra August di Comic Book Resources ha definito Team Darryl "tanto esilarante quanto le puntate di Team Thor precedenti, anche se un po' (molto) più inquietanti".